# Abroncshalfélék
Az abroncshalfélék (Trichiuridae) a sugarasúszójú halak (Actinopterygii) osztályába és a sügéralakúak (Perciformes) rendjébe tartozó család.

## Rendszerezés
A családba az alábbi alcsaládok, nemek és fajok tartoznak:
- Aphanopodinae
  - Aphanopus
    - Aphanopus arigato
    - Aphanopus beckeri
    - Aphanopus capricornis
    - Aphanopus carbo
    - Aphanopus intermedius
    - Aphanopus microphthalmus
    - Aphanopus mikhailini

  - Benthodesmus
    - Benthodesmus elongatus
    - Benthodesmus macrophthalmus
    - Benthodesmus neglectus
    - Benthodesmus oligoradiatus
    - Benthodesmus pacificus
    - Benthodesmus papua
    - Benthodesmus simonyi
    - Benthodesmus suluensis
    - Benthodesmus tenuis
    - Benthodesmus tuckeri
    - Benthodesmus vityazi
- Lepidopodinae
  - 	Assurger
    - Assurger anzac

  - Eupleurogrammus
    - Eupleurogrammus glossodon
    - Eupleurogrammus muticus

  - Evoxymetopon
    - Evoxymetopon macrophthalmus
    - Evoxymetopon poeyi
    - Evoxymetopon taeniatus

  - Lepidopus
    - Lepidopus altifrons
    - Lepidopus calcar
    - Lepidopus caudatus
    - Lepidopus dubius
    - Lepidopus fitchi
    - Lepidopus manis

  - Tentoriceps
    - Tentoriceps cristatus
- Trichiurinae
  - Demissolinea
    - Demissolinea novaeguineensis

  - Lepturacanthus
    - Lepturacanthus pantului
    - Lepturacanthus roelandti
    - Lepturacanthus savala

  - Trichiurus
    - Trichiurus auriga
    - Trichiurus australis
    - Trichiurus brevis
    - Trichiurus gangeticus
    - Trichiurus japonicus
    - Trichiurus lepturus
    - Trichiurus margarites
    - Trichiurus nanhaiensis
    - Trichiurus nickolensis
    - Trichiurus nitens
    - Trichiurus russelli